# حصار (ماكو)
حصار هي قرية في مقاطعة ماكو، إيران. يقدر عدد سكانها بـ 372 نسمة بحسب إحصاء 2016.